# Condado de Łobez
Nota linguística: Não confundir hrabstwo (condado) com powiat (divisão administrativa)..

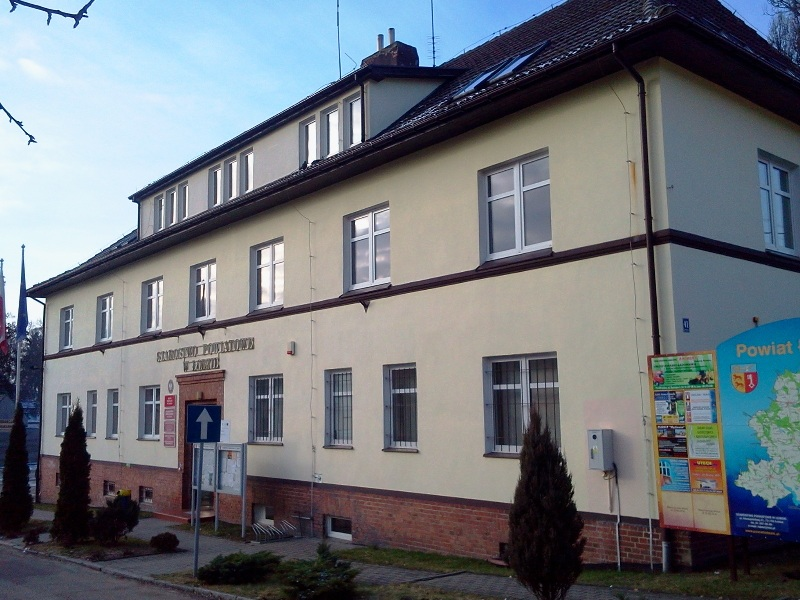
Prefeitura

Łobez (polaco: powiat łobeski) é um powiat (condado) da Polónia, na voivodia da Pomerânia Ocidental. A sede é a cidade de Łobez. Estende-se por uma área de 1065,13 km², com 37 931 habitantes, segundo os censos de 2014, com uma densidade 36 hab/km².

## Divisões admistrativas
O condado possui:
Comunas urbana-rurais: Dobra, Łobez, Resko, Węgorzyno
Comunas rurais: Radowo Małe
Cidades: Dobra, Łobez, Resko, Węgorzyno

## Demografia
População (dados de 30 de Junho de 2005):
|          | Total   | Total | Mulheres | Mulheres | Homens  | Homens |
| -------- | ------- | ----- | -------- | -------- | ------- | ------ |
|          | pessoas | %     | pessoas  | %        | pessoas | %      |
| Total    | 38 330  | 100   | 19 428   | 50,7     | 18 902  | 49,3   |
| Cidades  | 20 116  | 100   | 10 348   | 51,4     | 9768    | 48,6   |
| Povoados | 18 214  | 100   | 9080     | 49,9     | 9134    | 50,1   |